# Grafschaft Beichlingen

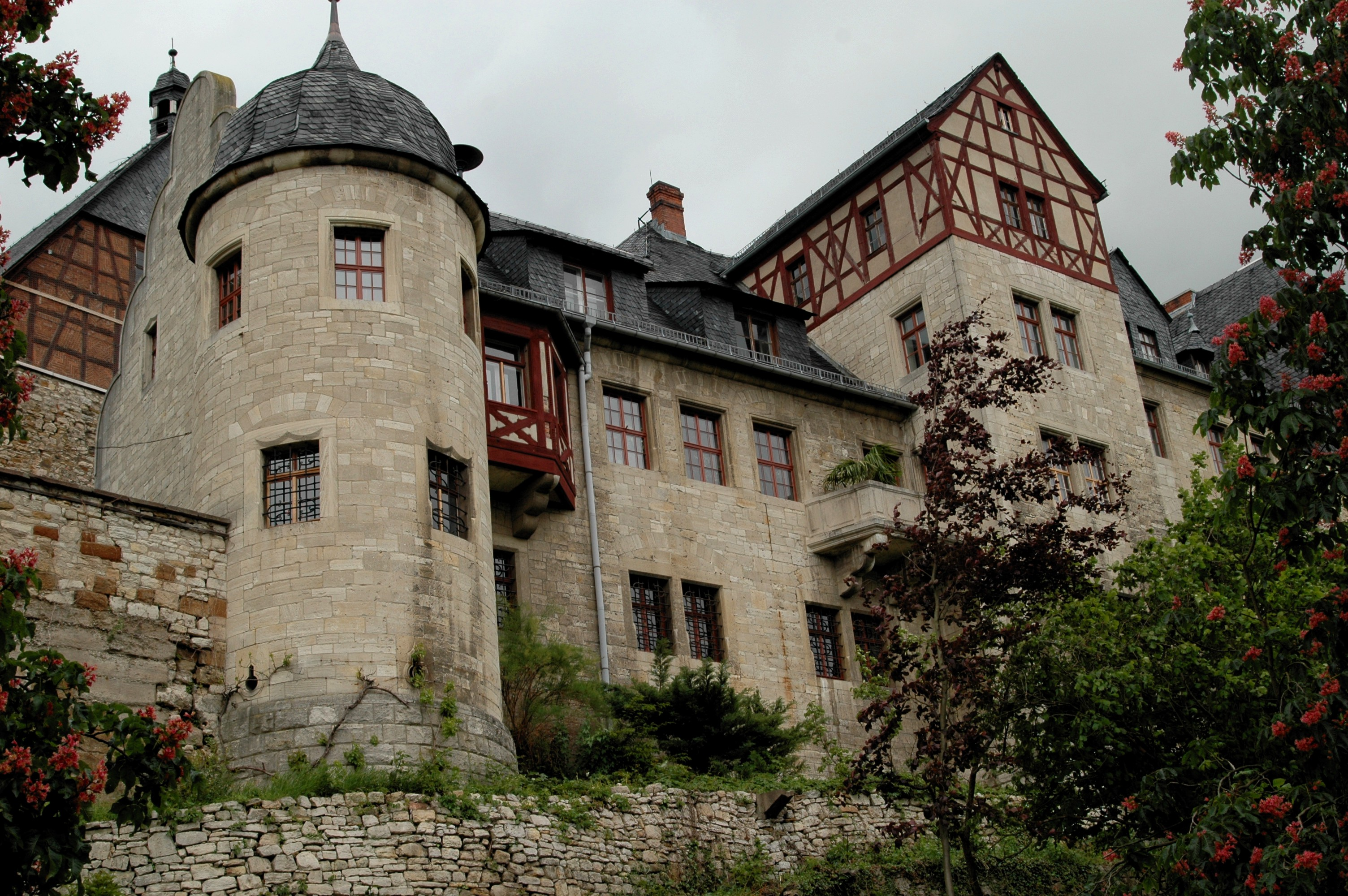
Schloss Beichlingen, 2006

Die Grafschaft Beichlingen war eine deutsche Grafschaft in Thüringen. Sie bestand bis zum Beginn des 16. Jahrhunderts.

## Geschichte
Die Grafschaft, deren Mittelpunkt das Schloss Beichlingen war, befand sich im Besitz der gleichnamigen Grafen, die unter die Lehnshoheit der Landgrafen von Thüringen gelangt waren. Sie hatten auch größere Gebiete an der Hainleite, am Kyffhäuser, im Südharz sowie in der Goldenen Aue in ihrem Besitz. 
Seit Mitte des 14. Jahrhunderts verloren die Grafen von Beichlingen an Einfluss. So verkauften sie um das Jahr 1330 Schloss Heringen. Aufgrund zunehmender Geldproblemen sahen sich die Grafen von Beichlingen gezwungen, auch Teile der Stammgrafschaft Beichlingen gewinnbringend zu verpfänden.
Am 25. April 1448 gab Herzog Wilhelm III. von Sachsen als Lehnsherr seine Einwilligung zur Verpfändung von Teilen der früheren Grafschaft Beichlingen seitens der stark verschuldeten Grafen Günther und Hans von Beichlingen an die mit ihnen verwandten Grafen Botho zu Stolberg und Heinrich von Schwarzburg. Sie hatten bei Letzteren wohl durch die Verwüstungen im Laufe des im Jahre 1446 ausgebrochenen Sächsischen Bruderkrieges eine Schuld von 22.000 Rheinischen Gulden, bis zu deren Rückzahlung sie als Pfand folgende Schlösser und Dörfer einsetzten: Frohndorf, Groß- und Wenigenorlishausen, Groß- und Kleinneuhausen, Ellersleben, Bachra, Backleben, Rettgenstedt, Battgendorf, Dermsdorf, Schillingstedt, Altenbeichlingen, Hemleben und Hauteroda. Zusätzlich wurden 1448 die jährlichen Einnahmen aus der Stadt Kölleda verpfändet.
Nach dem Tod des Grafen Günther von Beichlingen 1454 erfolgte der Übergang der besagten Besitzungen an die Stolberger und Schwarzburger Grafen, denn am 19. März 1457 belehnte Herzog Wilhelm III. von Sachsen den Grafen Heinrich von Schwarzburg und den Grafen Heinrich zu Stolberg gemeinsam mit denjenigen Lehen und Gütern, die sie von Graf Hans von Beichlingen für 22.550 Rheinische Gulden erkauft hatten. Aus den ehemals Beichlingen'schen Besitzungen wurde die stolberg-schwarzburgische Gemeinschaftsherrschaft Frohndorf gebildet. Nachdem 1468 Schwarzburg seinen Anteil verkauft hatte, blieb Frohndorf fortan im stolbergischen Alleinbesitz.
1519 verkaufte Graf Adam von Beichlingen schuldenhalber die restliche Grafschaft Beichlingen und das Schloss an den Reichs-Erbkammertürhüter Hans von Werthern auf Wiehe und Werther und leitete somit die endgültige Auflösung der Grafschaft ein, die in das Kurfürstentum Sachsen integriert wurde.